# Shoot from the Hip
Shoot from the Hip är ett musikalbum av Sophie Ellis-Bextor, utgivet den 27 oktober 2003.
På den engelska albumlistan debuterade albumet på 19:e plats men nådde aldrig högre. I samband med det svenska skivsläppet skrev Håkan Steen i Aftonbladet att Ellis-Bextors uppföljare inte hade samma slagkraft som debutalbumet Read My Lips med Murder on the Dancefloor. I Östersunds-Posten ansåg Malin Dahlberg att albumet saknade en riktig hit och att många låtar var utfyllnad.

## Låtförteckning
Brittisk utgåva
1. "Making Music" – 3:36
2. "Mixed Up World" – 3:45
3. "I Won't Change You" – 3:40
4. "Nowhere without You" – 4:53
5. "Another Day" – 3:20
6. "Party in My Head" – 3:34
7. "Love It Is Love" – 3:29
8. "You Get Yours" – 3:59
9. "The Walls Keep Saying Your Name" – 4:23
10. "I Won't Dance Without You" – 3:59
11. "I Am Not Good at Not Getting What I Want" – 3:33
12. "Hello, Hello"/"Physical" – 13:16

Internationell utgåva
1. "Mixed Up World" – 3:45
2. "I Won't Change You" – 3:40
3. "Nowhere without You" – 4:53
4. "Another Day" – 3:20
5. "Party in My Head" – 3:34
6. "Love It Is Love" – 3:29
7. "The Walls Keep Saying Your Name" – 4:23
8. "You Get Yours" – 3:59
9. "I Am Not Good at Not Getting What I Want" – 3:33
10. "Hello, Hello" – 13:16